# Hilda Herrala
Hilda Herrala, née le 8 avril 1881 à Kuivaniemi (grand-duché de Finlande, Empire russe) et morte le 16 juillet 1956 à Oulu (Finlande), est une femme politique finlandaise membre du Parti social-démocrate (SDP). Elle est députée entre 1908 et 1914, entre 1917 et 1918 puis entre 1933 et 1936.

## Biographie
Hilda Herrala est la fille d'un ouvrier. Elle adhère au Parti social-démocrate (SDP) à l'âge de 17 ans, suivant l'exemple de son père.
Elle est couturière et syndicaliste. Élue en 1908 à l'âge de 27 ans, elle devient la plus jeune membre du Parlement et la première femme députée du nord de la Finlande. 25 femmes sont élues lors du scrutin, un an après les premières élections législatives auxquelles elles sont autorisées à participer (19 élues).
Pour Hilda Herrala et d'autres députées sociales-démocrates, les priorités politiques sont les sujets liés aux mères et aux enfants, le statut des enfants illégitimes, les conditions de travail des femmes, les pauvres, la consommation excessive d'alcool ou encore la formation professionnelle des jeunes. Hilda Herrala initie la création d'une école professionnelle à Kemi.
Elle quitte son siège en 1914, puis redevient députée de 1917 à 1918 puis de 1933 à 1936. Candidate en 1922, 1924 puis 1930, elle n'est pas élue. En 1936, la section du SDP de Kemi lui préfère Viljo Kilpeläinen (en) comme candidat, qui est élu.
À l'issue de la guerre civile finlandaise, elle est emprisonnée entre 1918 et 1919,.
Morte en 1956, elle est enterrée à Kemi.
Elle ne s'est pas mariée et n'a jamais eu d'enfants.